# Municipio de North Middleton
El municipio de North Middleton (en inglés: North Middleton Township) es un municipio ubicado en el condado de Cumberland en el estado estadounidense de Pensilvania. En el año 2000 tenía una población de 10.197 habitantes y una densidad poblacional de 167.3 personas por km².

## Geografía
El municipio de North Middleton se encuentra ubicado en las coordenadas 40°14′00″N 77°13′59″O / 40.23333, -77.23306.

## Demografía
Según la Oficina del Censo en 2000, los ingresos medios por hogar en la localidad eran de $50,010 y los ingresos medios por familia eran de $56,846. Los hombres tenían unos ingresos medios de $37,880 frente a los $25,791 para las mujeres. La renta per cápita de la localidad era de $22,947. Alrededor del 2,5% de la población estaba por debajo del umbral de pobreza.